# Jolanta Perek-Białas
Jolanta Małgorzata Perek-Białas (ur. 1973) – polska socjolog, ekonomistka, dr hab. nauk ekonomicznych, profesor uczelni Instytutu Socjologii Wydziału Filozoficznego Uniwersytetu Jagiellońskiego, adiunkt Instytutu Statystyki i Demografii, Kolegium Analiz Ekonomicznych Szkoły Głównej Handlowej w Warszawie.

## Życiorys
6 listopada 2001 obroniła pracę doktorską Skłonność do oszczędzania gospodarstw domowych w aspekcie zabezpieczenia się na starość, 16 lutego 2016 habilitowała się na podstawie pracy zatytułowanej Aktywne starzenie: ujęcie koncepcyjne i metodologiczne – jednotematyczny cykl publikacji. Jest zatrudniona na stanowisku adiunkta w Instytucie Statystyki i Demografii, Kolegium Analiz Ekonomicznych Szkole Głównej Handlowej w Warszawie oraz profesora uczelni w Instytucie Socjologii na Wydziale Filozoficznym Uniwersytetu Jagiellońskiego.
Była członkiem Komitetu Narodowego do spraw Współpracy z Międzynarodowym Instytutem Stosowanej Analizy Systemowej (IIASA) Polskiej Akademii Nauk.